# 18
Aquesta pàgina és per a l'any. Per al nombre, vegeu divuit.

## Esdeveniments
- Roma: Thusnelda (esposa del guerrer germà Armini) és exhibida en la desfilada de la victòria del general Germànic, tot i que aquest va perdre per sempre Germània a mans de l'Imperi Romà.
- Fundació de Seül.
- Caifàs es converteix en sum sacerdot del temple jueu.

## Necrològiques
- Possible mort d'Ovidi (també en el 17).
- Arquelau de Judea, Etnarca de Judea, Samaria i Idumea.